# Rózsa Péter

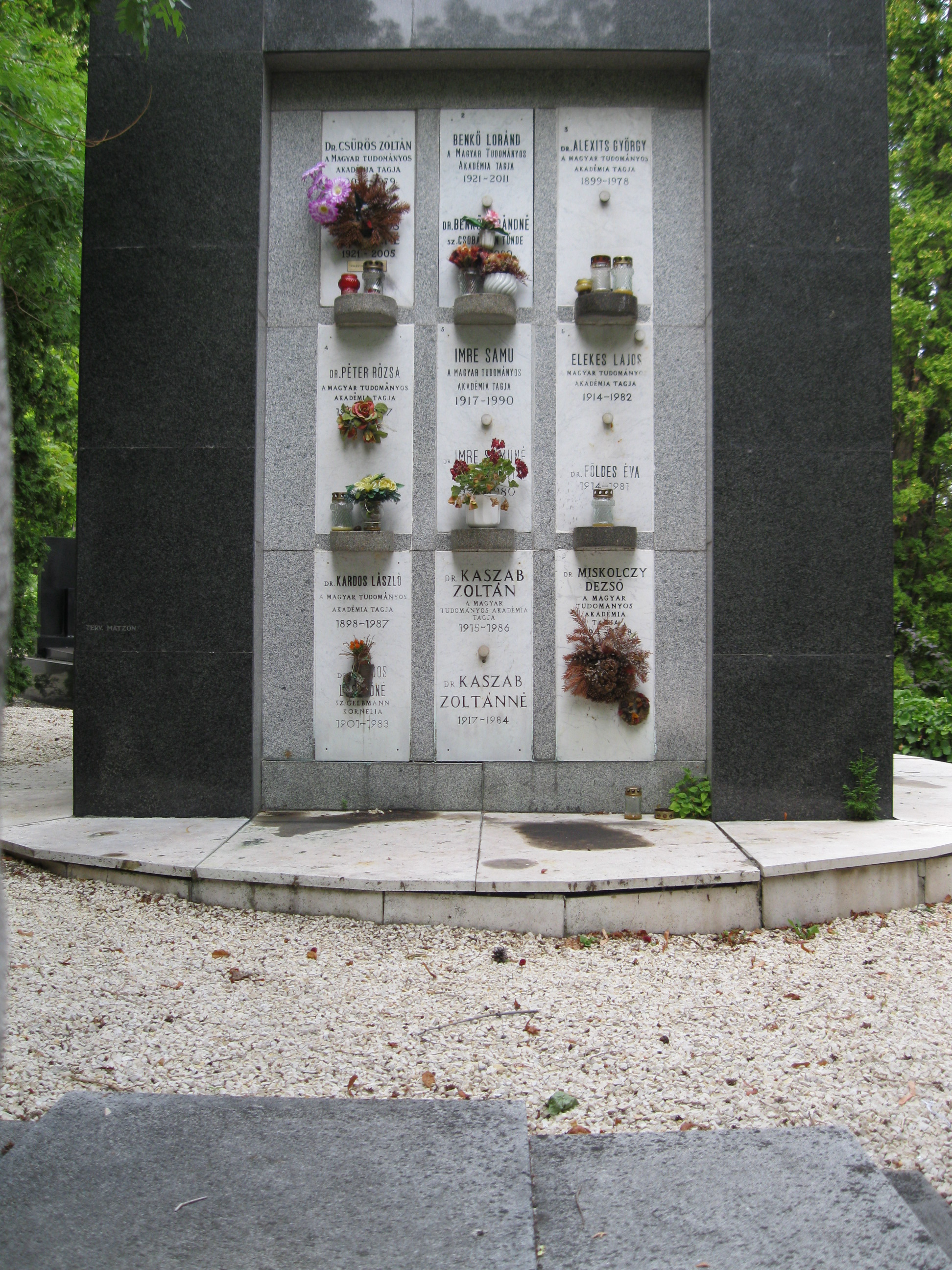
Tumba de Rózsa Péter, en Budapest.

Rósa Politzer, (17 de febrero de 1905 - 16 de febrero de 1977), más conocida como Rózsa Péter, fue una matemática y la principal contribuidora al desarrollo de la Teoría de Funciones Especiales Recursivas.

## Biografía
Rózsa Politzer nació en Budapest, capital de Hungría y por entonces también capital del Imperio Austrohúngaro. En los años 30 del siglo XX, cambió su apellido de origen judío alemán, por el de Péter.
En un primer momento se matriculó para estudiar química, en la Universidad Eötvös Loránd de Budapest, siguiendo la voluntad de su padre, el abogado húngaro Gustav Politzar. Pero muy pronto descubrió que su vocación eran las matemáticas y cambió la orientación de sus estudios, por lo que consiguió su titulación en matemáticas en el año 1927.
Su interés en las matemáticas fue causado por la asistencia, mientras estudiaba química, a las conferencias del matemático Fejér. Otra persona que influyó mucho en Rózsa fue su compañero de estudios en la Universidad Eötvös Loránd, László Kalmár.
Comenzó a publicar artículos de sus investigaciones y en 1935 se doctoró, y comenzó a colaborar en diversas revistas especializadas, formando parte de los consejos editoriales de estas.
En 1936 presentó una ponencia titulada "Über Funktionen rekursive der zweite Stufe" en el Congreso Internacional de Matemáticos en Oslo.
Cuando estalló la Segunda Guerra Mundial estuvo confinada en un gueto de Budapest, lo cual no le impidió continuar con sus trabajos, llegando incluso a imprimir un libro el titulado como “Jugando con el Infinito: exploraciones y excursiones matemáticas”, que consistía en una reflexión sobre temas matemáticos de la geometría, la lógica y la teoría de los números, orientada al gran público.
Durante este período de tiempo su fuente de supervivencia fueron las clases particulares que daba y enseñando en niveles no universitarios hasta el final de la guerra. En 1945 consiguió entrar en trabajar en la Pedagógiai Förskola de Budapest. Su hermano y muchos de sus amigos murieron durante la guerra. En 1955, al producirse el cierre de la Pedagógiai Förskola, pasó a trabajar como profesora en la misma universidad en la que había estudiado, la Universidad Eötvös Loránd, donde trabajó hasta su jubilación en 1975.
Falleció el 16 de febrero de 1977 a los 71 años, de cáncer en Budapest.

## Contribuciones a las matemáticas
Su primer tema de investigación fue la Teoría de números, pero se desalentó al ver que dichos resultados ya habían sido probados por Dickson, lo que hizo que durante un tiempo se alejara de las matemáticas, pero, a mediados de 1930 su compañero de estudios, Kalmár le animó examinar el trabajo de Kurt Gödel, cuyo trabajo estaba incompleto. Fue a partir de esta experiencia cuando Rózsa dio lugar a los fundamentos de la Teoría de Funciones Recursivas.
En 1932 presentó en el Congreso Internacional de Matemáticas en Zúrich, su artículo sobre Funciones Recursivas, y en ese momento todavía utilizaba su originario Rózsa Politzer.
En 1943 publicó el libro Playing with Infinity, la mayoría de cuyos ejemplares se perdieron a causa de los bombardeos, por lo que su distribución no se realizó hasta finalizada la guerra. Playing with Infinity ha sido traducido al español.
Mientras Stephen Kleene por otro lado desarrollo la teoría general de las funciones recursivas (incluyendo las parciales) basándose en los textos de Godel. Péter en 1951, recogió ese conocimiento y junto a su propio trabajo publicó el libro Rekursive Funcionen (Funciones Recursivas) traducido al inglés recién en 1967), que fue el primer libro que tocó este tema, posteriormente el libro llegaría a convertirse en una referencia estándar. En 1952 Kleene definió a Rósa Péter como La Principal contribuidora a la Teoría de Funciones Especiales Recursivas.
A mediados de los años 50, Péter aplicó la teoría de función recursiva a las computadoras. En 1959 presentó en el Simposio Internacional de Varsovia el documento "Über die Verallgemeinerung der Theorie der rekursiven Funktionen für abstrakte Mengen geeigneter Struktur als Definitionsbereiche".
En 1976 su último libro Funciones Recursivas en Teoría de Computación, trataba este tema de las funciones recursivas aplicadas en la teoría de la computación, aunque no llegó a traducirse al inglés hasta 1981.
Además de sus estudios matemáticos, Rózsa Péter estaba muy interesada en la pedagogía de las matemáticas, tratando de mejorar la educación matemática de su país de origen, Hungría, escribió libros de texto escolares y trató de mejorar los planes de estudios.

## Premios y reconocimiento
Recibió el Premio Kossuth concedido por el Gobierno de Hungría en 1951. El Premio Manó Beke, concedido por la Sociedad Matemática Janos Bolyai, en 1953. En 1970 recibió el Premio Estatal de plata y en 1973 el Premio Estatal de oro, Fue elegida miembro de la Academia de Ciencias de Hungría en 1973, con lo que se convirtió en la primera mujer en formar parte de la Academia.